# Żyglin Wąskotorowy
Żyglin Wąskotorowy – dawny przystanek kolei wąskotorowej w Miasteczku Śląskim, w dzielnicy Żyglin-Żyglinek.